# Quid pro quo
Quid pro quo («щось за щось») — латинський вираз, який означає щось за щось, приблизно рівноцінний обмін товарами або послугами, тобто "послуга за послугу".
Не слід плутати з виразом Qui pro quo, який буквально означає хтось за когось. Означає: плутанина, непорозуміння, часто з комічним присмаком.